# فینال جام حذفی فوتبال ایران ۱۳۸۳
فینال جام حذفی فوتبال ایران ۱۳۸۳ هفدهمین فینال جام حذفی ایران بود که بین دو تیم استقلال و سپاهان برگزار شد و در نهایت به قهرمانی سپاهان منجر شد. دور رفت این بازی که به صورت رفت و برگشت انجام شد در اصفهان و بازی برگشت در تهران برگزار شد.

## رفت
دیدار رفت دو تیم، در حضور بیش از ۳۰ هزار تماشاگر در ورزشگاه نقش جهان اصفهان برگزار شد که در دقیقه نهم مسابقه، لئون استپانیان از روی یک ضربه کاشته، گل اول سپاهان را به ثمر رساند. در دقیقه ۲۷ یدالله اکبری بازی را به تساوی کشاند. هر دو تیم نیمه اول را با تساوی ۱ بر ۱ به پایان رساندند. در نیمه دوم و در دقیقه ۵۶ خرمگاه مدافع استقلال با ضربه سر دروازه خودی را باز کرد تا سپاهان مجدداً از حریف خود پیش افتد. اما غلام‌رضا عنایتی در دقیقه ۷۹ مجدداً بازی را مساوی کرد. در شرایطی که به نظر می‌رسید مسابقه با تساوی ۲ بر ۲ هر دو تیم به پایان برسد و کسب تساوی در دیدار برگشت بتواند استقلال را امیدوار کند که به عنوان دیگر نماینده ایران در مسابقات لیگ قهرمانان فوتبال آسیا صعود کند، هاشمی‌زاده بازیکن تیم سپاهان در دقیقه ۸۷ موفق به گلزنی شد تا بازی با نتیجه ۳ بر ۲ به سود سپاهان به پایان برسد.

## برگشت
تیم فوتبال سپاهان، در آخرین دیدار هفدهمین دوره رقابت‌های جام حذفی فوتبال باشگاههای کشور، در ورزشگاه آزادی و در حضور ۸۵ هزار تماشاگر به مصاف استقلال رفت و با پیروزی ۲ بر صفر قهرمانی خود را جشن گرفت. هر دو گل تیم سپاهان توسط سید مهدی سیدصالحی به ثمر رسید. تیم فوتبال سپاهان با قهرمانی در جام حذفی به عنوان دومین نماینده ایران برای حضور در لیگ قهرمانان آسیا انتخاب شد. نزدیک به ۲ هزار نفر از تماشاگران تیم فوتبال سپاهان با در دست داشتن پرچم‌های تیم خودشان به حمایت از تیم خود پرداختند. در این دیدار امیر قلعه‌نویی سرمربی تیم فوتبال استقلال به دلیل اخراج در بازی دور رفت، از جایگاه ویژه تماشاگران بازی را تماشا کرد. جام قهرمانی تیم سپاهان توسط جمشید تقی‌زاده معاون اشتغال سازمان تربیت بدنی و سردار طلایی فرمانده نیروی انتظامی تهران بزرگ به این تیم اهدا شد.

## حواشی
برخورد یگان ویژه نیروی انتظامی با چند تن از خبرنگاران ورزشی برای چندمین بار متوالی تکرار شد؛ به طوری که این خبرنگاران تا دقیقه ۵۵ بازی، بیرون ورزشگاه معطل ماندند. چهار تن از خبرنگاران خانم نیز از جایگاه خبرنگاران این بازی را پوشش خبری می‌دادند.

## مسیر فینال
| استقلال        | استقلال | استقلال          | استقلال                           | مرحله          | سپاهان        | سپاهان    | سپاهان          | سپاهان     |
| -------------- | ------- | ---------------- | --------------------------------- | -------------- | ------------- | --------- | --------------- | ---------- |
| حریف           | نتیجه   | میزبان/میهمان    | گل‌زنان                            | مرحله حذفی     | حریف          | نتیجه     | میزبان/میهمان   | گل‌زنان     |
| پاسارگاد تهران | ۳-۲     | همشهری(تک بازی)  | ?                                 | یک هشتم نهایی  | فولاد         | ۴-۲       | ۲-۰،۰-۴         | ?          |
| پیکان          | ۱-۰     | همشهری(تک بازی)  | ?                                 | یک چهارم نهایی | استقلال اهواز | ۲-۳       | ۲-۰،۰-۳         | ?          |
| سایپا          | ۲–۱     | همشهری (تک بازی) | علیرضا واحدی نیکبخت، یدالله اکبری | نیمه نهایی     | ذوب آهن       | ۱–۱ (۵-۳) | همشهری(تک بازی) | رسول خطیبی |

## فینال

### رفت
| سپاهان                                                | ۲-۳   | استقلال                                        |
| ----------------------------------------------------- | ----- | ---------------------------------------------- |
| استپانیان ۲۱' · خرمگاه ۵۶' (گل‌به‌خودی) · هاشمی‌زاده ۹۰' | گزارش | خرمگاه '۲۰ · اکبری ۲۷' · عنایتی ۷۹' · منصوریان |

| سپاهان:     |                    |    |
|             |                    |    |
| ۱           | کمیل سوسکو         |    |
| ۳۲          | رضا حسن‎زاده        |    |
| ۲۷          | جلال اکبری         |    |
| ۳           | سلمان تاجدار       |    |
| ۱۶          | شاهین خیری         |    |
| ۱۰          | لوون استپانیان (ک) |    |
| ۹           | سعید رمضانی        |    |
| ۲۶          | اصغر طالب‌نسب       |    |
| ۱۳          | محمود کریمی        |    |
| ۷           | رسول خطیبی         |    |
| ۲۳          | مهدی سیدصالحی      |    |
| تعویضی‌ها:   |                    |    |
| ۱۴          | مرتضی هاشمی‌زاده    | '۰ |
| ۵           | مجید بصیرت         | '۰ |
| ۱۸          | هدایت شهریاری      | '۰ |
| سرمربی:     |                    |    |
| فرهاد کاظمی |                    |    |

| استقلال:      |                 |     |
|               |                 |     |
| ۱۲            | مسعود قاسمی     |     |
| ۴             | محمد خرمگاه     |     |
| ۱۹            | پیروز قربانی    |     |
| ۱۴            | سعید لطفی       |     |
| ۶             | محمود فکری (ک)  |     |
| ۱۱            | یدالله اکبری    |     |
| ۱۰            | علیرضا منصوریان | '۶۳ |
| ۱۵            | فرزاد مجیدی     |     |
| ۲۰            | داوود سیدعباسی  |     |
| ۲۱            | غلامرضا عنایتی  |     |
| ۱۸            | فراز فاطمی      | '۶۴ |
| تعویضی‌ها:     |                 |     |
| ۹             | علی سامره       | '۶۴ |
| ۲             | امیرحسین صادقی  | '۶۴ |
| سرمربی:       |                 |     |
| امیر قلعه‌نویی |                 |     |

| مقامات رسمی مسابقه - کمک داورها: - محمدجواد تقی‌پور - حیدر شکور | قوانین بازی - ۹۰ دقیقه - تنها سه تعویض |

### برگشت
| استقلال   | ۲-۰   | سپاهان            |
| --------- | ----- | ----------------- |
| اکبری '۲۷ | گزارش | سیدصالحی ۲۵'، ۶۸' |

| استقلال:      |                 |     |
|               |                 |     |
| ۳۰            | وحید طالب‌لو     |     |
| ۴             | محمد خرمگاه     |     |
| ۱۹            | پیروز قربانی    | '۲۶ |
| ۲             | امیرحسین صادقی  |     |
| ۶             | محمود فکری (ک)  |     |
| ۱۱            | یدالله اکبری    |     |
| ۱۰            | علیرضا منصوریان | '۶۵ |
| ۱۵            | فرزاد مجیدی     | '۷۰ |
| ۲۰            | داوود سیدعباسی  |     |
| ۲۱            | غلامرضا عنایتی  |     |
| ۹             | علی سامره       |     |
| تعویضی‌ها:     |                 |     |
| ۱۴            | سعید لطفی       | '۲۶ |
| ۱۸            | فراز فاطمی      | '۶۵ |
|               | مجاهد خذیراوی   | '۷۰ |
| سرمربی:       |                 |     |
| امیر قلعه‌نویی |                 |     |

| سپاهان :    |                 |    |
|             |                 |    |
| ۱           | کمیل سوسکو      |    |
| ۲           | رضا حسن‎زاده (ک) |    |
| ۲۷          | جلال اکبری      |    |
| ۱۸          | هدایت شهریاری   |    |
| ۳           | سلمان تاجدار    |    |
| ۱۶          | شاهین خیری      |    |
| ۹           | سعید رمضانی     |    |
| ۲۶          | اصغر طالب‌نسب    |    |
| ۳۲          | ناصر فرشباف     |    |
| ۱۳          | رسول خطیبی      | '۰ |
| ۲۳          | مهدی سیدصالحی   |    |
| تعویضی‌ها:   |                 |    |
| ۱۵          | سیامک عاشوری    | '۰ |
| ۱۳          | محمود کریمی     | '۰ |
|             | ایران           |    |
| سرمربی:     |                 |    |
| فرهاد کاظمی |                 |    |

| مقامات رسمی مسابقه - کمک داورها: - حسین نجاتی - نادر جعفری | قوانین بازی - ۹۰ دقیقه - ۳۰ دقیقه وقت اضافه و ضربات پنالتی در صورت نیاز - تنها سه تعویض |

## قهرمان
| قهرمان جام حذفی فوتبال ایران ۸۳–۱۳۸۲ |
| ------------------------------------ |
| سپاهان                               |
| اولین بار                            |

## مقالات مرتبط
- لیگ برتر فوتبال ایران ۸۳–۱۳۸۲
- جام حذفی فوتبال ایران ۸۳–۱۳۸۲
- سوپر جام فوتبال ایران